# Jacques Borel (Schriftsteller)
Jacques Borel (* 17. Dezember 1925 in Paris; † 25. September 2002 in Villejuif) war ein französischer Schriftsteller und Journalist. 1965 erhielt er den Prix Goncourt für seinen Roman L’adoration.
Borel besuchte das Lycée Henri Quatre und studierte Anglistik an der Sorbonne (mit einer Diplomarbeit über Gerard Manley Hopkins) und war Gymnasiallehrer für englische Literatur (er übersetzte auch James Joyce). Viele seiner Bücher haben autobiographische Züge. Der Roman L'Adoration zum Beispiel handelt von einem Intellektuellen mit starker Mutterbindung (wie er selbst), der als Ich-Erzähler sein Leben schildert.
Er war Herausgeber der Werke von Paul Verlaine in der Sammlung Pléiade. Er bewunderte Marcel Proust und veröffentlichte 1972 ein Buch über Proust.
1993 erhielt er für sein Gesamtwerk den Grand prix de littérature de la SGDL.
Er war seit 1948 verheiratet und hatte fünf Kinder.

## Werke (Auswahl)
- L’adoration, Gallimard 1965
  - Deutsche Ausgabe: Die Anbetung, Köln, Kiepenheuer und Witsch 1967